# Valentina Stipančević
Valentina Stipančević (* 29. Februar 1992 in Nova Gradiška) ist eine kroatische Fußballspielerin.

## Karriere

### Verein
Stipančević startete ihre Karriere in der Jugend des ŽNK Amazonke Nova Gradiška. Im Sommer 2009 verließ sie ihre Heimatstadt Nova Gradiška und wechselte zu ŽNK Viktorija. Sie spielte seit 2011 in 18 Spielen für ŽNK Dinamo-Maksimir in der 1. HNL. Anschließend wechselte sie im Sommer 2012 zu ŽNK Rijeka.

### Nationalmannschaft
Stipančević ist Nationalspielerin für Kroatien. Sie gab ihr A-Länderspieldebüt am 16. August 2012 gegen Serbien.

## Persönliches
Ihre jüngere Schwester Maja (* 1995) absolvierte auch einige Länderspiele für die kroatische Fußballnationalmannschaft.